# Aduana del Puerto de Barcelona
El edificio de la Aduana del Puerto de Barcelona está situado ante las Atarazanas del barrio del Raval de Barcelona, justo delante del Puerto Viejo, el antiguo puerto de mercancías, junto al Muelle de la Madera. Es también conocida como Aduana Nueva, o tercera aduana, para diferenciarla de la Antigua Aduana de Barcelona, actual sede del Gobierno Civil.
Fue construido entre 1896 y 1902 por el arquitecto Enric Sagnier i Villavecchia en colaboración con Pere Garcia Fària, con planta en forma de H, siguiendo el habitual estilo ecléctico del autor, si bien años más tarde se volverá modernista.
De hecho, las aduanas fueron trasladadas al puerto de mercancías de la Zona Franca, ya que con el crecimiento de la ciudad este edificio, que albergó las antiguas Aduanas durante más de medio siglo, había quedado en medio de la zona turística.

## Contexto histórico

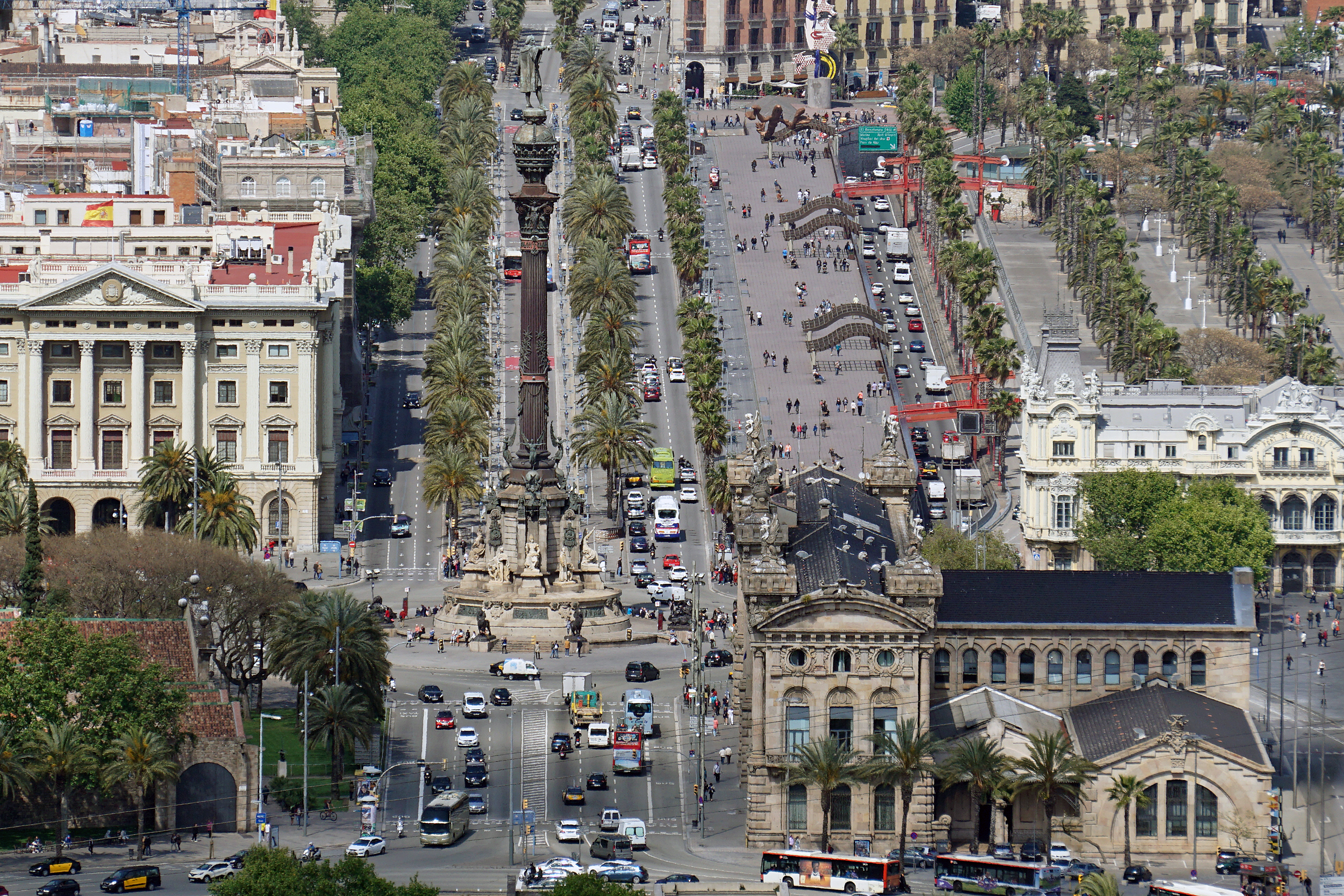
Edificio de la Aduana junto al paseo marítimo y el Monumento a Colón

La exposición universal de Barcelona de 1888 fue un gran evento internacional donde participaron 22 países y llegaron a la ciudad más de 2 millones de personas. Este monumental evento se realizó en el parque de la Ciudadela, pero conllevó una serie de reformas en toda la ciudad. Por ejemplo, se construyó el Palacio de Justicia, en los alrededores del parque, edificio monumental de Enric Sagnier, comenzado en 1887, lo que le otorgó al arquitecto gran prestigio en la construcción de edificios públicos. La exposición también conllevó una serie de remodelaciones en el borde marítimo de la ciudad. Principalmente se creó el Paseo Colón, fruto de la demolición de las murallas medievales en 1881. Se inauguró un ambicioso paseo en 1887 que unía la montaña de Montjuic hasta el parque de la Ciudadela, siendo un eje monumental. Por su parte, se erigió el monumento a Colón, del arquitecto Cayetano Buigas, conjunto escultórico colosal, situado en la plaza del Portal de la Paz, punto de unión entre el Paseo de la Rambla y el paseo de Colón, siendo un hito urbano destacado y de gran calidad escultórica. También se creó un nuevo muelle, conocido como Muelle de Madera, siendo una renovación de la parte marítima de Barcelona. Estas profundas transformaciones urbanas y modernizaciones llevaron a pensar al gobierno que la antigua aduana, de finales del siglo XVIII, se había vuelto insuficiente y poco moderna para cumplir con las necesidades del gran comercio que experimentaba Barcelona. El edificio, con bodegas y oficinas limitadas, ya se estaba volviendo obsoleto.Como lo explica Pujol i Brull, "La superficie del nuevo edificio en la parte destinada al almacenaje de mercancías, es más de cinco veces mayor que la análoga del edificio antiguo"permitiendo así manejar una cantidad mucho mayor y acorde al comercio de ese momento. Es entonces que se decide construir una nueva aduana, esta vez mucho más grande y en la zona del recién inaugurado paseo marítimo, aportando un carácter aún más monumental. Se buscaba además embellecer la entrada a Barcelona por mar. Por lo que el lugar idóneo sería al lado del monumento de Colón, en el paseo marítimo, y por supuesto al lado del mar. Además de esto el lugar al estar al lado del mar es mucho más eficiente como aduana, y que el solar ya estaba a nombre del Ayuntamiento de Barcelona y no hubo necesidad de comprar uno nuevo.
El encargo se formuló en 1890, pero el proyecto recién se aprobó en 1895, puesto que fue largamente discutido entre el poder local y central, ya que al ser un edificio público, el proyecto es supervisado por el Estado y  debía ser aprobado por la Real Academia de San Fernando en Madrid. Luego de negociaciones y diferentes planteamientos sobre el proyecto entre la Junta del Puerto, el Ayuntamiento de Barcelona y el gobierno central, se comienza a construir en 1896. Sagnier fue elegido por su experiencia en la construcción y por su destacado proyecto del Palacio de Justicia, aun cuando este todavía no estaba terminado, pero ya había demostrado un gran talento y conocimientos en la construcción y el diseño. Además, su estilo ecléctico pero con composiciones clasicistas había gustado en el caso del Palacio de Justicia. También participó en el diseño Pere Garcia Fària, ingeniero con experiencia en saneamiento, caminos, canales y puertos, entregando una visión más racional y eficiente al diseño.
Luego de que los servicios de aduana se trasladaran al Prat de Llobregat a mediados del siglo XX, el edificio se convirtió en oficinas de hacienda, pero luego estas oficinas también cambiaron de lugar. Hoy se encuentra en desuso y en debate de cual debería ser su uso.

## Descripción
Es un edificio monumental formado por dos cuerpos paralelos unidos por otro cuerpo transversal, una planta en forma de H. La razón original de esta curiosa forma de la planta era que las mercancías ingresen por uno de los extremos del volumen que da al mar, pasen por salones de reconocimiento, y salgan por el otro extremo, mientras que la fachada monumental sean oficinas administrativas. Sin embargo, este procedimiento que podía parecer eficiente, nunca se llevó a cabo de esta forma, puesto que los trámites burocráticos en realidad eran mucho más lentos y complejos.

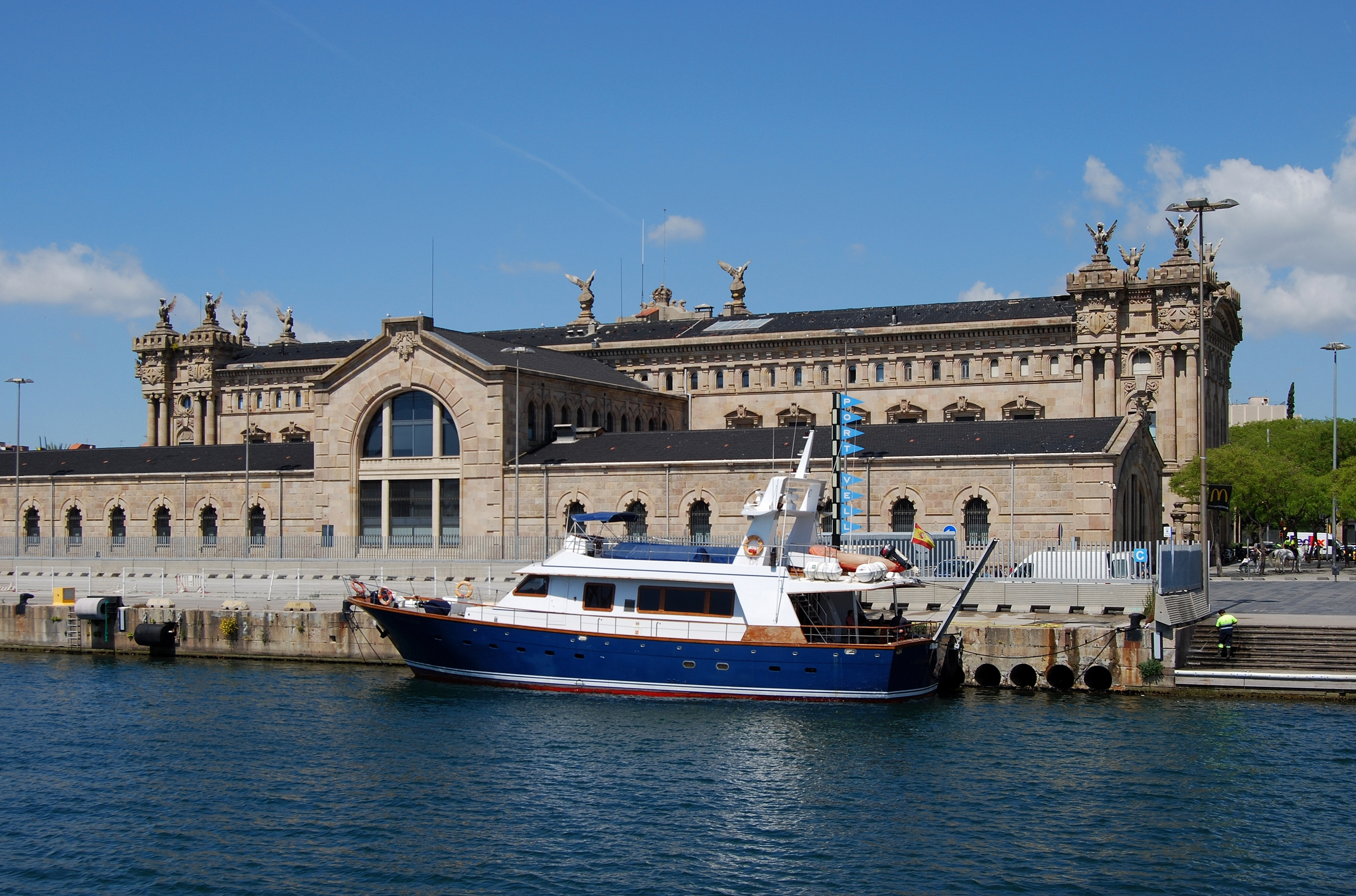
Parte trasera de la Aduana

La parte que da al mar es más baja y tiene tipología de nave industrial, con un diseño mucho más austero y racional, casi carente de ornamentos, solamente con un sutil almohadillado, y un sencillo juego de volúmenes entre las dovelas de los arcos de medio punto, donde algunas sobresalen un poco. Esta estética más rústico le otorga un carácter más racional. Por otro lado, al centro de la nave hay un cuerpo central, que conecta a los dos largos volúmenes, es más alto y tiene una gran ventanal de doble altura que permite jerarquizar el centro del edificio y fortalecer su simetría. En el remate del cuerpo central, vemos en la cornisa el escudo de Barcelona. 
El fachada principal, en cambio, tiene aspecto de palacio, con una fachada monumental ricamente ornamentada con motivos diversos, con esculturas del reconocido artista Eusebi Arnau. Tiene un aspecto muy alargado y grandioso, que, recuerda en cierta medida a la arquitectura centro-europea, con una serie de columnas de orden jónico, rematada con los escudos de Barcelona, Cataluña y España, y con dos águilas y ocho leones alados, obra de Eusebi Arnau.

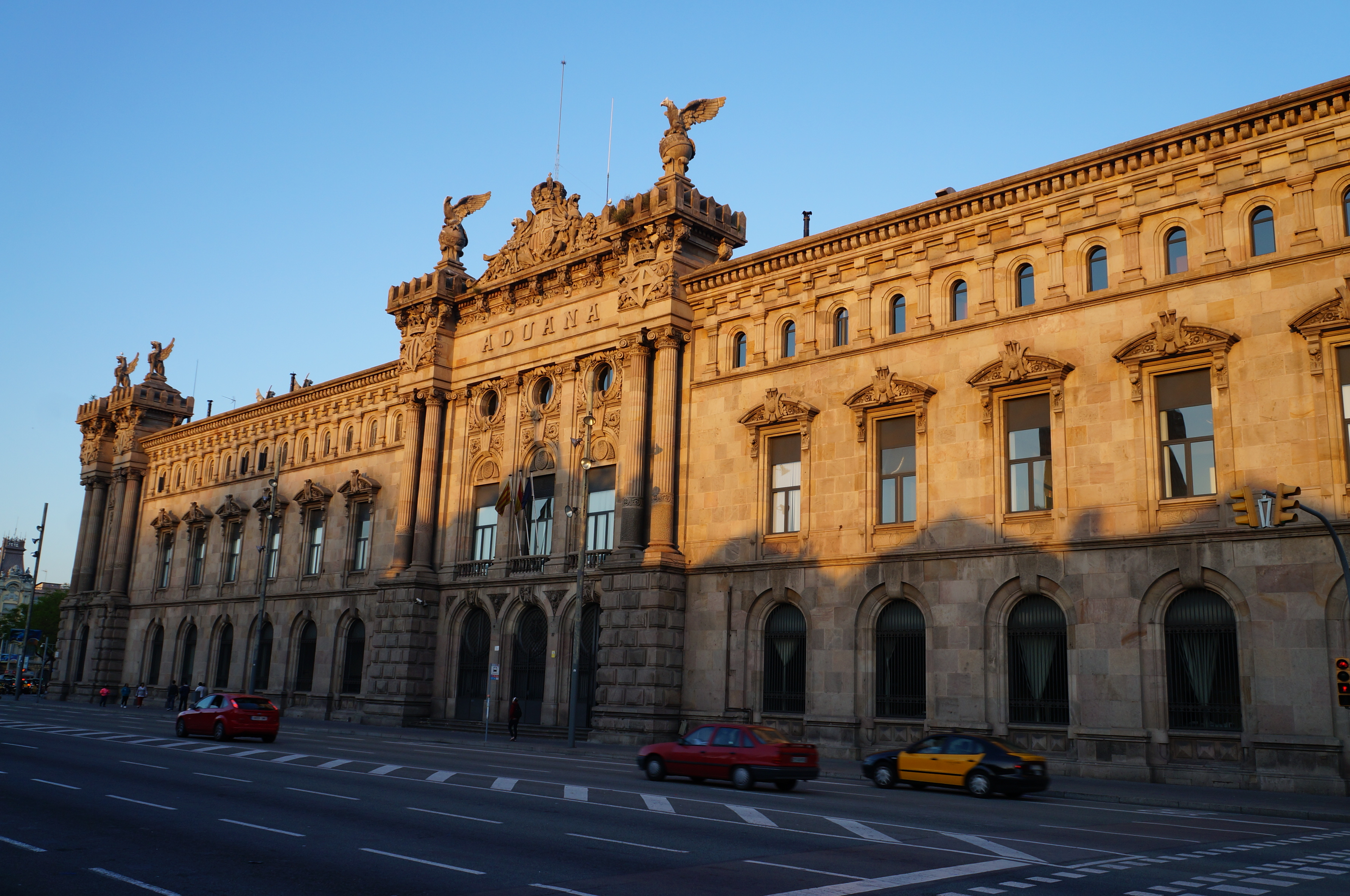
Fachada principal de la Aduana

En el núcleo central de la composición se encuentra el mayor despliegue de ornamentos. Está flanqueada por dos volúmenes de dobles columnas jónicas que sobresalen un poco con relación al resto, destacando la parte central en la composición. Estas dobles columnas son seguidas por escudos de Barcelona en la cornisa, junto a coronas y un murciélago, y luego un particular remate en la parte superior de almenas, elemento típico de los castillos medievales, pero que en este caso contribuye al aspecto ecléctico, muy en tendencia en esta época. Luego vemos las esculturas de águilas imperiales sobre globos con relieves de animales. Y en el centro del núcleo central, se aprecian una serie de pilastras jónicas entre ventanas de arcos de medio punto y ventanas redondas, rodeadas por ornamentación vegetal. En la cornisa vemos la inscripción “ADUANA”, mientras que en el remate hay una serie de ornamentos en composición triangular que recuerdan a los frontones clásicos, compuesto por hojas de acanto, flores, dos gárgolas aladas monumentales de perfil y un gran escudo de España con una gran corona real.

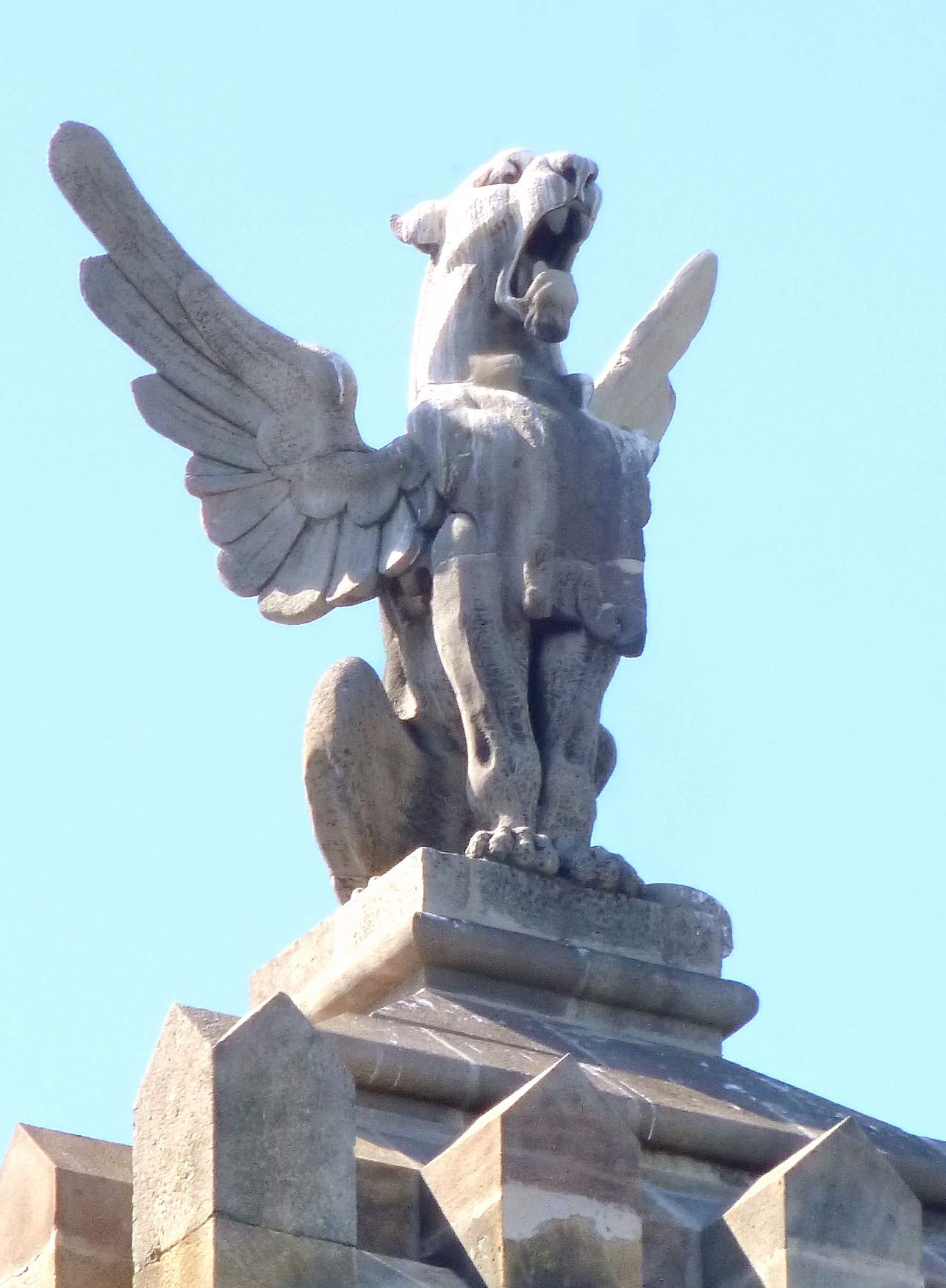
Detalle de uno de los leones alados de la fachada principal

En lo que respecta al resto de la fachada, nuevamente se repiten los volúmenes con dobles columnas que sobresalen un poco en cada extremo de la composición, con escudos de Barcelona y almenas, pero esta vez rematados por gárgolas aladas de frente, o leones alados. En los cuerpos intermedios vemos una serie de arcos de medio punto en la planta baja, seguidos por una fila de altas ventanas con frontones redondos y luego una fila de ventanas de arcos de medio punto pequeñas con acotadas pilastras dóricas. Esta parte no contiene pilastras ni columnas, como es el núcleo central y en los extremos, por lo que se destacan las líneas horizontales, contrapuestas a las líneas verticales de los lugares con columnas. Esto permite romper con la monotonía clásica, y destacar el núcleo central.
Existe un cierto paralelismo entre este nuevo edificio y la antigua aduana, puesto que la antigua aduana también tenía tres cuerpos, uno más alto en el centro y dos en los extremos.Como explica David Ferrer en el libro Sagnier Arquitecto, "La fachada del bloque principal sigue los parámetros del clasicismo académico [...], una referencia, creemos que muy intencionada, a la antigua Aduana setecentista del Plan del Palacio, obra del conde Roncalli, arquitecto amateur, de cuando aún era posible serlo."
En lo que respecta a los lados de la fachada, vemos arcos de medio punto en la planta baja y en el primer nivel, acompañado de un gran balcón, mientras que en el tercer nivel se intercalan ventanas redondas y un arco de medio punto al centro. Como remate, vemos un gran frontón redondo vacío. 

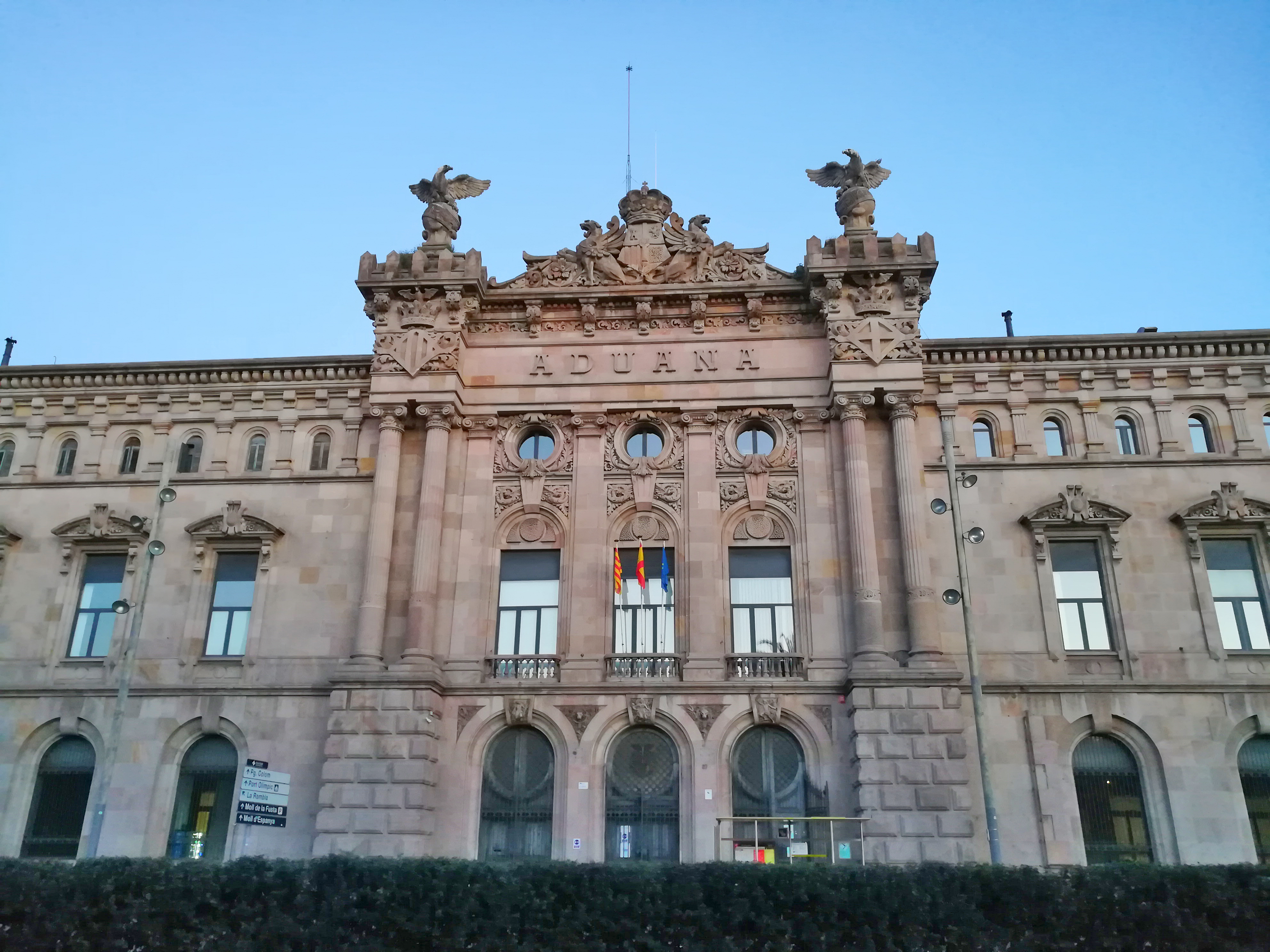
Detalle del núcleo central de la fachada

Todo el edificio presenta, igual que el resto de obras de esta etapa del arquitecto, un retorno a las líneas clásicas y más academicistas, como es la simetría, la orden jerárquica que destaca el centro, una composición monumental y alargada, coronamientos escultóricos, niveles bien definidos y diferenciados, planta baja con almohadillado, ventanas con frontones, entre otros. Esto se explica ya que, al ser un edificio público, generalmente se solía asociar con la arquitectura clásica, puesto que el uso del orden, la simetría, la sobriedad daban un carácter solemne e imponente a edificios gubernamentales. Aunque hay ciertas referencias clasicistas, no se debe confundir con la arquitectura neoclásica, puesto que también hay muchos elementos eclécticos. Elementos barrocos como son las dobles columnas (que además son más esbeltas que lo tradicional), o las esculturas de grandes proporciones y expresividad, o la arquitectura medieval con las almenas que rematan en los ejes verticales, lo que recuerda a las torres de los castillos, o las pequeñas ventanas del último nivel, siendo un ejercicio que experimenta con la combinación creativa de estos elementos. El eclecticismo estaba muy en boga en ese momento, puesto que se asociaba con la fantasía creativa y el ingenio, y en este caso permite darle un carácter más emocionante al conjunto.
En lo que respecta al interior del edificio, este no tiene la carga decorativa del exterior. A diferencia del Palacio de Justicia, con grandes interiores compuestos por columnas o vitrales, aquí los espacios funcionales y neutros, alejados de la propuesta formal de la fachada, al ser un edificio menos público que el Palacio de Justicia. Hay sótanos debajo del edificio, almacenes aduaneros en la parte trasera, y en el cuerpo de la fachada principal encontramos un gran vestíbulo a la entrada, seguido por almacenes, luego un primer piso con oficinas administrativas, y un segundo piso pensado originalmente como una vivienda para los funcionarios que tengan que hacer turnos nocturnos en la Aduana.

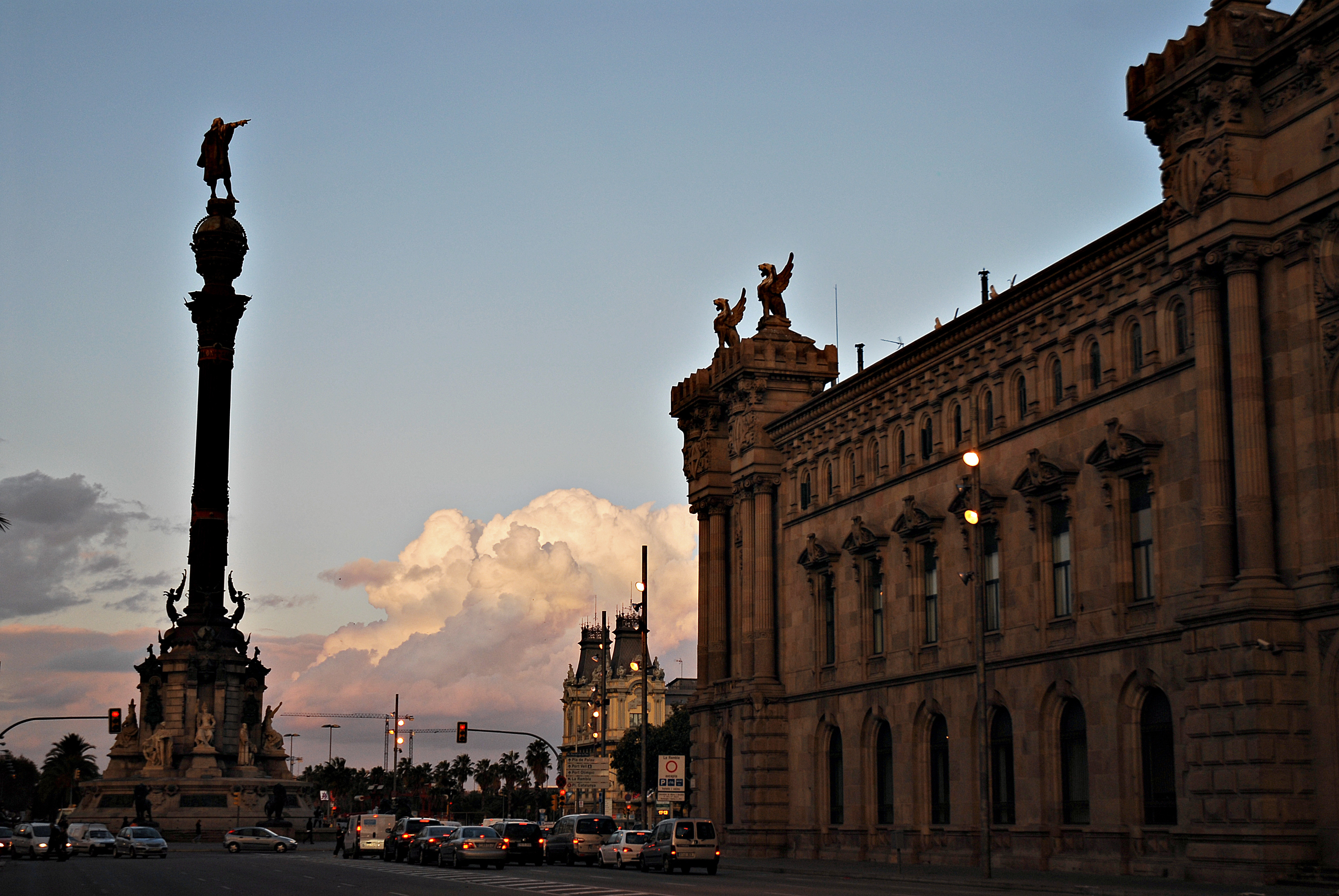
Edificio de la Aduana junto al Monumento a Colón

Otra cualidad del edificio de Sagnier es la capacidad de incorporarse en la ciudad y aportar al urbanismo. Con este proyecto se termina de delimitar el Portal de la Paz, y potencia la larga perspectiva del paseo de Colón gracias a su composición alargada.
Algunas crónicas de la época criticaron al edificio por sus esculturas desproporcionadas con respecto al conjunto, llegando a verse exagerado, o al hecho de que no tienen verdadera relación con la función del edificio, mientras que otros lo describieron como bello y elegante, celebrando la relación entre utilidad y estética para un edificio de aduanas.Como lo expresa Pujol i Brull, "la fisonomía de la construcción, especialmente en lo que respecta a la fachada del Paseo de la Aduana, es, a nuestro entender, impropia del objeto que el edificio entraña, notándose, además, cierta desproporción en muchos de sus elementos decorativos", refiriéndose a la nula relación entre la función aduanera y los elementos, que parecen fuera de contexto y poco comunicativos, sin señalar que es una Aduana. Aun así hoy en día es un edificio valorado y reconocido como BCIL en términos patrimoniales.

## Galería

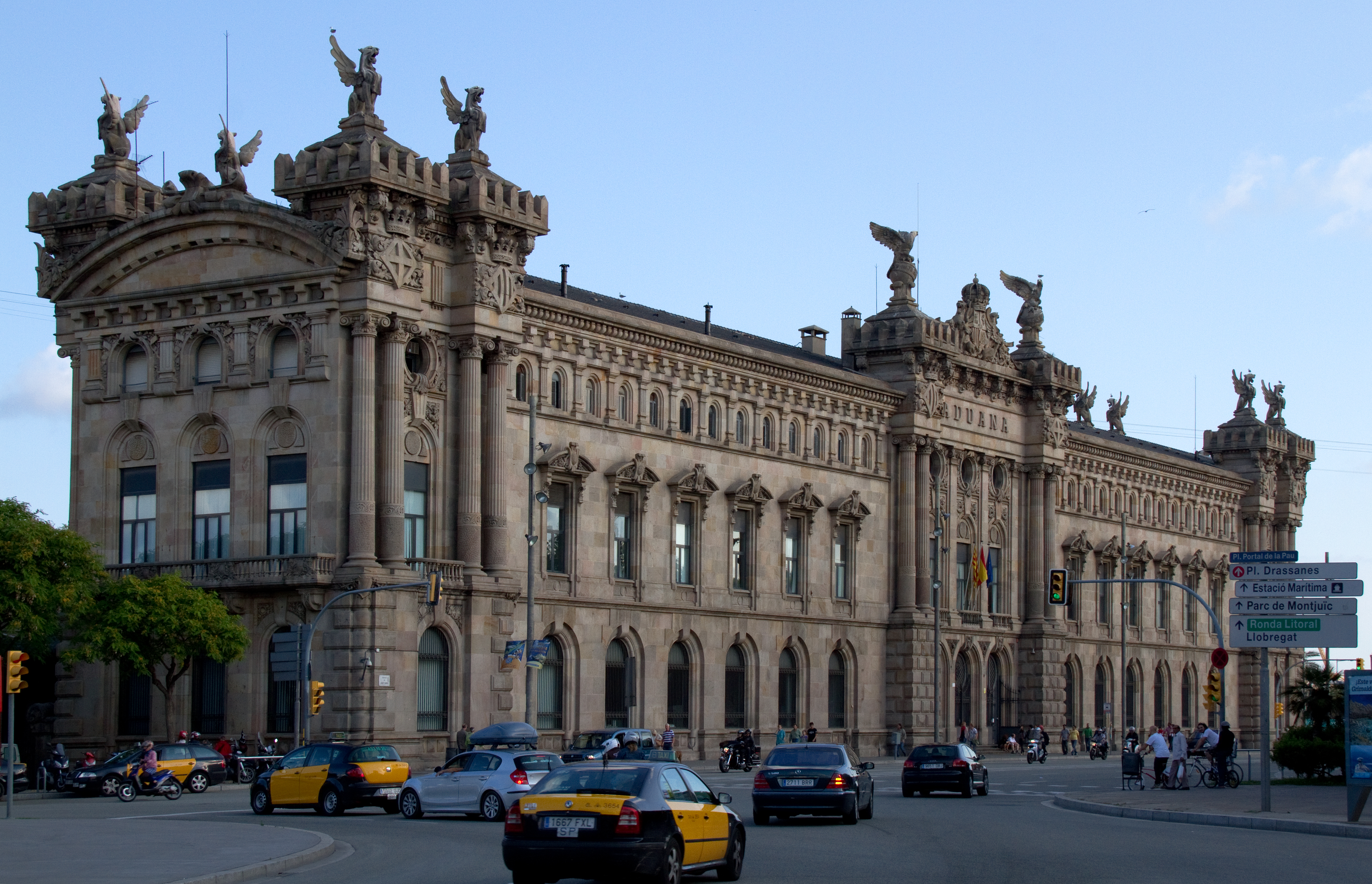
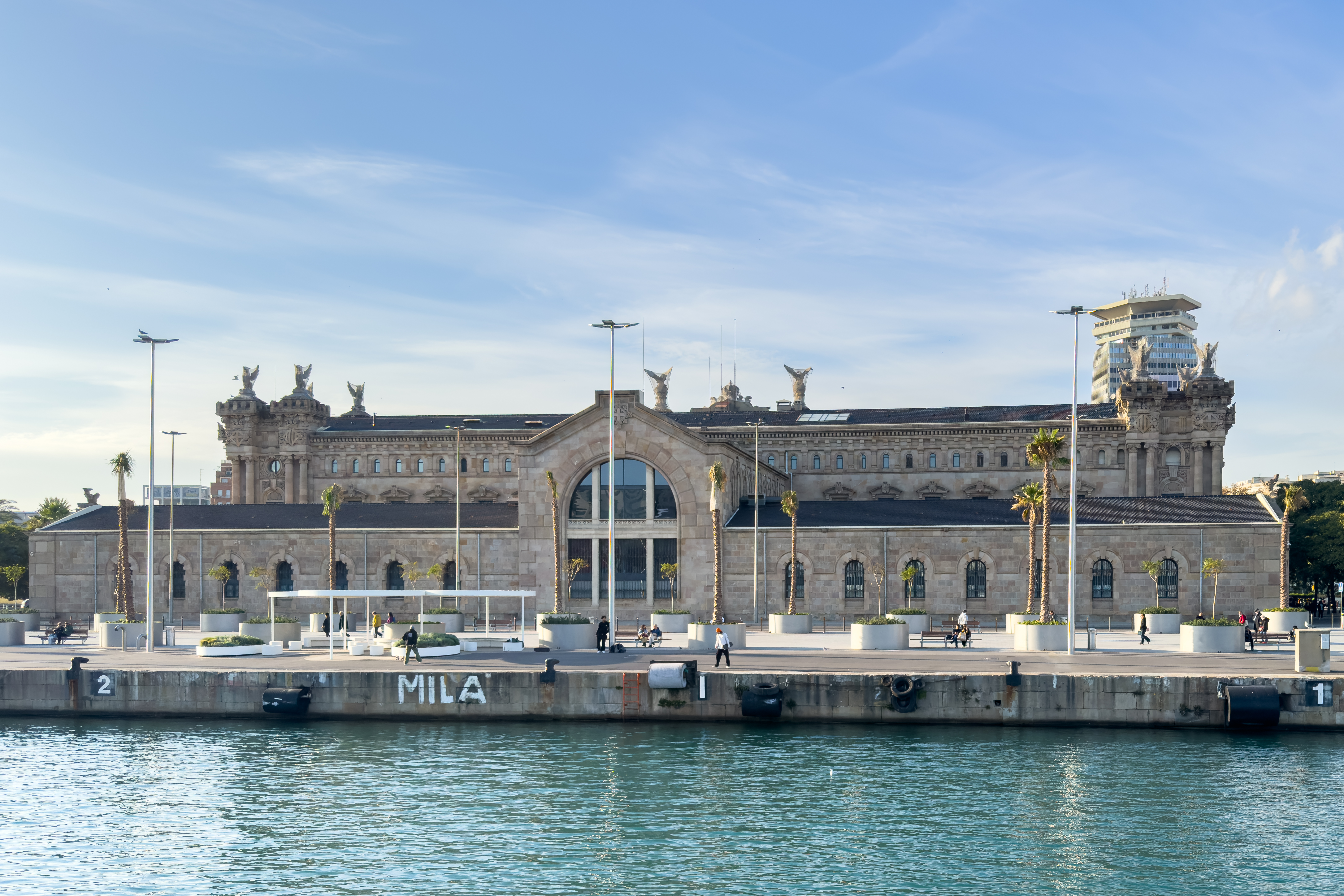
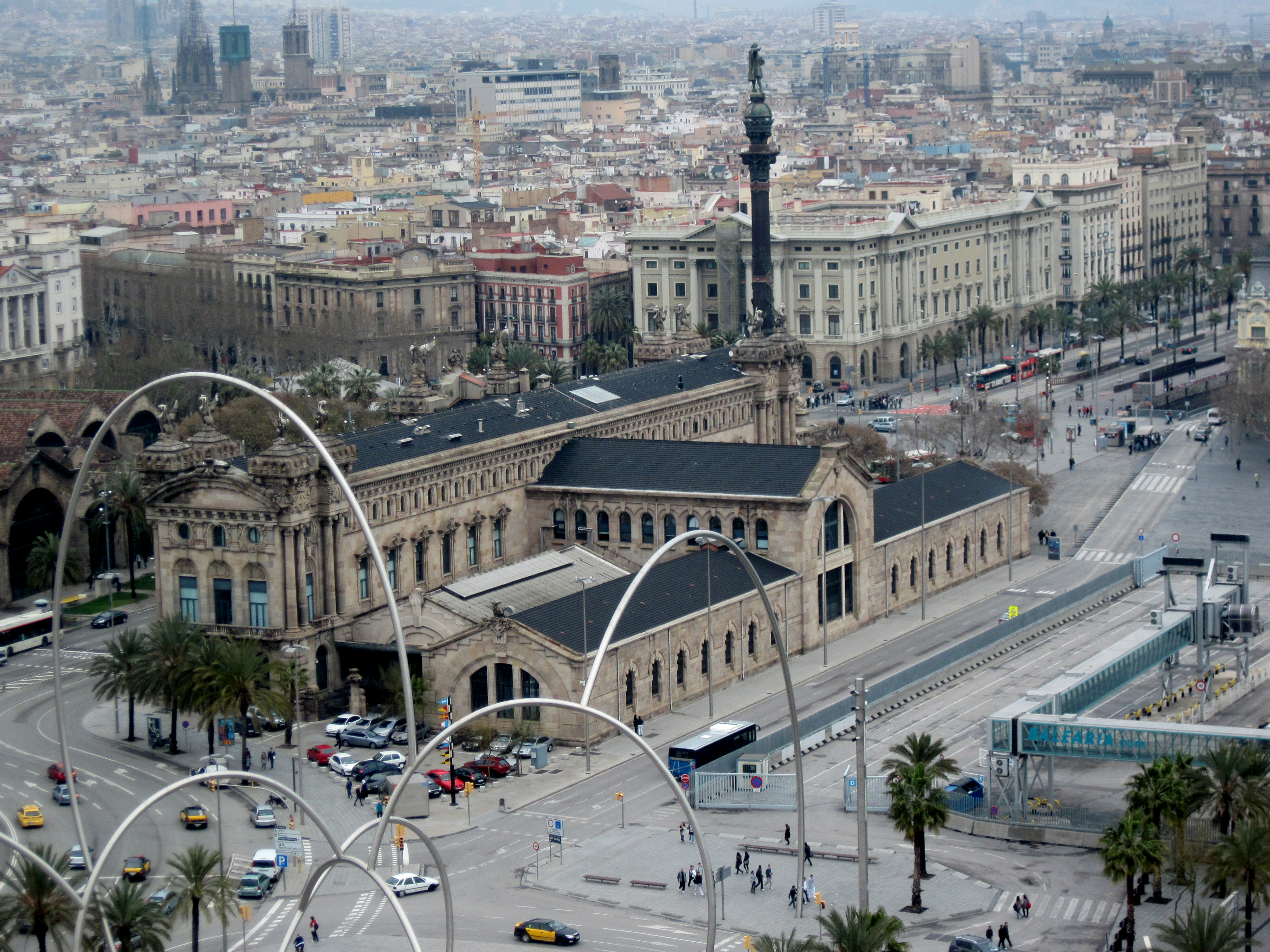